# Syrrheuma cretata
Syrrheuma cretata är en fjärilsart som beskrevs av Paul Dognin 1911. Syrrheuma cretata ingår i släktet Syrrheuma och familjen mätare. Inga underarter finns listade i Catalogue of Life.